# Salametto
Il Salametto casalingo  o in piemontese salamet è un prodotto di macelleria ottenuto dalla macinatura di carni magre di suino miscelate con grasso suino in opportune proporzioni, impastato con l'aggiunta di aromi a seconda delle varie ricette. 
È il classico salamino per le grigliate estive dal sapore molto delicato.
È stato riconosciuto su proposta della Regione Piemonte dal Ministero come uno dei prodotti agroalimentari tradizionali italiani.
La zona di produzione abbraccia tutto il Piemonte, ma i prodotti più rinomati sono fatti a Biella. 
Si tratta di un insaccato caratterizzato dalla pezzatura piccola, Si utilizzano solo carni magre del suino e pancetta. 
Il peso di ciascun salametto è di circa 200 g, il diametro di 4–5 cm ed una lunghezza di circa 15 cm. 
La confezione tradizionale è costituito da corone di otto pezzi.